# Transmission en mode sans connexion
 (septembre 2020).
Si vous disposez d'ouvrages ou d'articles de référence ou si vous connaissez des sites web de qualité traitant du thème abordé ici, merci de compléter l'article en donnant les références utiles à sa vérifiabilité et en les liant à la section « Notes et références ».
 (septembre 2020).
Dans un réseau à commutation de paquets, la transmission en mode non-connecté ou transmission en mode sans-connexion est une transmission de données dans laquelle chaque paquet est préfixé par un entête contenant une adresse de destination, suffisante pour permettre la livraison autonome du paquet, sans recours à d'autres instructions.
Un paquet transmis en mode non-connecté est fréquemment appelé un datagramme.
Dans une communication orientée connexion, les stations qui sont prêtes à échanger des données doivent d'abord se déclarer comme voulant effectivement le faire. Ceci est appelé l'« établissement d'une connexion ». Une connexion est parfois définie par une relation logique entre les parties échangeant des données.
Un avantage du mode non-connecté par rapport au mode connecté est qu'il permet les opérations de multicast et de broadcast, qui peuvent économiser encore plus de données quand la même donnée doit être transmise à plusieurs destinataires. Par contre, une connexion est toujours de type unicast (point à point).
Malheureusement, dans une transmission en mode non connecté d'un paquet, le fournisseur du service de transmission ne peut garantir qu'il n'y aura pas de perte, d'insertion d'erreurs, de mauvaise livraison, de duplication, ou de dé-séquencement de la livraison des paquets. Malgré tout, ces risques peuvent être réduits en fournissant un service de transmission  fiable à une couche de protocole de plus haut niveau dans le modèle de référence OSI.
Un autre inconvénient du mode non-connecté est qu'il n'est pas possible d'avoir des optimisations quand il y a un envoi de plusieurs trames entre deux parties. En établissant une connexion au début d'un tel échange de données, les composants (routeurs, ponts réseau) le long du chemin réseau, seraient en mesure de précalculer (et donc de mettre en cache) les informations de routage, évitant par là, son recalcul pour chaque paquet. Les composants réseau pourraient aussi réserver de la capacité pour le transfert des trames ultérieures, par exemple, lors du téléchargement d'une vidéo.
La distinction entre une transmission en mode non-connecté et connecté peut prendre place au niveau des différentes couches du modèle de référence OSI :
- Au niveau de la couche de transport : TCP est un protocole de transport orienté connexion. UDP est en mode non-connecté.
- Au niveau de la couche réseau : IPv4 est un protocole réseau en mode non-connecté, IPv6 avec le champ FlowID peut fonctionner en mode connecté.
- Au niveau de la couche de liaison de données : le protocole IEEE 802.2 définissant la sous-couche de Contrôle de la liaison logique (Logical Link Control - LLC) de la couche de liaison de données, peut fournir à la fois des services en mode connecté et non-connecté. En fait, certains protocoles, comme le « Path Control » de SNA à ses débuts, nécessitait une couche de liaison de données orientée connexion. Mais avec l'apparition de IBM Advanced Peer-to-Peer Networking (en), SNA a pu fonctionner avec une couche de liaison de données en mode non-connecté.